# اویچسنا
اویچسنا (به لاتین: Osieczna) یک شهر و گمینا در لهستان است که در گمینا اوشچنا (استان لهستان بزرگ‌تر) واقع شده‌است. اویچسنا ۴٫۸۴ کیلومتر مربع مساحت و ۲٬۰۱۸ نفر جمعیت دارد.